# Urica
Urica – miasto w Wenezueli, w stanie Anzoátegui.